# كنعان شاهين
كنعان شاهين (بالتركية: Kenan Şahin؛ بالألمانية: Kenan Şahin) هو لاعب كرة قدم ألماني وتركي، ولد في 27 أكتوبر 1984 في كولونيا في ألمانيا. شارك مع منتخب تركيا تحت 21 سنة لكرة القدم. أما مع النوادي، فقد لعب مع إنيرجي كوتبوس وباير 04 ليفركوزن وبولو سبور ودنيزلي سبور وعثمانلي سبور وفورتونا دوسلدورف وقيصري إيرسيسبور ومرسين إيدمانيوردو ومعمورة العزيز سبور ونادي كوبلنتس ويونيون برلين.

## وصلات خارجية
- كنعان شاهين على موقع اتحاد تركيا (لاعب) (الإنجليزية)
- كنعان شاهين على موقع قاعدة بيانات كرة القدم.إي يو (الإنجليزية)
- كنعان شاهين على موقع بيانات كرة القدم. دي إي (الألمانية)
- كنعان شاهين على موقع Soccerway.com (الإنجليزية)
- كنعان شاهين على موقع عالم كرة القدم.نت (الإنجليزية)